# 大和哲也
大和哲也（やまと てつや，1987年12月10日—）是日本轻量级自由搏击运动员。他在2010年夺得K-1轻量级比赛冠军。
大和哲也在2022年4月3日在K-1：K'Festa 5面對K-1 超輕量級冠軍山崎秀晃，大和哲也贏得了冠軍，當時他僅用了 50 秒就左勾拳KO山崎秀晃。在贏得第一個 K-1 冠軍的 12 年後，他重新獲得了 K-1 超輕量級冠軍。